# Rolf Oberliesen
Rolf Oberliesen (* 20. Februar 1940 in Paderborn) ist deutscher Erziehungswissenschaftler und emeritierter Professor für Arbeitslehredidaktik und Technikdidaktik an der Universität Bremen.

## Leben
Oberliesen absolvierte eine fernmeldetechnische Ausbildung. An der Pädagogischen Hochschule Paderborn studierte er von 1962 bis 1965 auf Lehramt und arbeitete bis 1980 als Lehrer und Fachleiter in verschiedenen Schulen in Ostwestfalen mit den Schwerpunkten Naturwissenschaften sowie Arbeit und Technik. Ein Aufbaustudium absolvierte er an der Gesamthochschule/Universität Paderborn und promovierte 1977 mit einer Studie zur Relevanz kybernetischer Wissenschaften für curriculare Entwicklungen im Kontext einer allgemeinen Technischen Bildung an der Pädagogischen Hochschule Westfalen-Lippe, wo er als Hochschulassistent arbeitete. Seit 1966 ist er mit der Sonderschullehrerin Ulrike Oberliesen verheiratet und hat zwei Töchter.
1980 wurde er als Professor für Erziehungswissenschaft und Technikdidaktik an die Universität Hamburg berufen. Dort arbeitete er mit Wolfgang Schulz im Dekanat des Fachbereichs Erziehungswissenschaften an Reformkonzepten der Lehrerbildung. Ab 1995 lehrte und forschte er bis zu seiner Emeritierung (2005) als Professor für Arbeitslehredidaktik an der Universität Bremen, wo er (1996) das Institut für arbeitsorientierte Allgemeinbildung (IAAB) gründete.
Er ist Mitglied der Deutschen Gesellschaft für Erziehungswissenschaft (DGfE), wirkte im Beirat des Forum InformatikerInnen für Frieden und gesellschaftliche Verantwortung (FIfF) (seit 2002) und über 25 Jahre im Vorstand der Gesellschaft für Arbeit, Technik und Wirtschaft im Unterricht e.V. (GATWU) mit. Als Mitherausgeber einer fachdidaktischen Zeitschrift (Arbeiten und Lernen, später: Unterricht: Arbeit und Technik, im Friedrich-Verlag) unterstützte er (1985–2001) insbesondere den fachdidaktischen Dialog zwischen der Praxis in Schule und Unterricht und der akademischen Lehrerbildung.

## Schwerpunkte
Oberliesen entwickelte in den 1990er Jahren eine Vielzahl Entwürfe und Erprobungen didaktischer Konzepte für eine zukunftsfähige Schule als Informationstechnologische Grundbildung (ITG), zum Teil im Auftrag und in Kooperation von Landesinstituten für Schule und Unterricht in Nordrhein-Westfalen, Hamburg und Bremen. Gleichzeitig war er in diesen Bundesländern moderierend an der Gestaltung und Evaluation der Lehr- und Bildungsplänen für Arbeit, Technik, Wirtschaft / Arbeitslehre (1977–2007) beteiligt.
Mithilfe zahlreicher Publikationen nahm er Einfluss auf die Konzeption einer arbeitsorientierten technischen Bildung. Dabei stellte sich ein an Technikgeschichte orientierter Lernzugang als ein für ein emanzipatorisches Bildungskonzept unverzichtbarer Lernweg heraus. Es entstanden eigene technikgeschichtliche Forschungen zur Geschichte technischer Informationsverarbeitung, die national als auch international in die Fachdiskussionen Eingang fanden. Maßgeblich flossen diese zudem in die wissenschaftliche Begründung der kulturgeschichtliche Darstellung der Informationstechnik im neugegründeten Heinz Nixdorf MuseumsForum, Paderborn (1992–1995) ein: auch als spezifischer Beitrag zu einer zu einer sozial und ökologisch verträglichen Technikgestaltung im Rahmen von Dialoge über die Zukunft der Industriegesellschaften. Zusammen mit Norbert Ryska und Ludwig Thürmer gelang hier die Konzeption eines offenen nichtlinearen Präsentationskonzeptes von Vor- und Nacheinander und Gleichzeitigkeit technologischer Entwicklung als Basis weiterführender aktueller Fragestellungen in einem interdisziplinären öffentlichen Forum.
Oberliesen moderierte über viele Jahre einen auf die arbeitsorientierte Bildung bezogenen interdisziplinären curricularen Diskussionsprozess auch im Kontext der neueren Debatte um Bildungsstandards, dokumentiert in einem kompetenzorientierten Kerncurriculum-Entwurf zum Lernfeld Beruf-Haushalt-Technik-Wirtschaft (2007) und konzipierte (zusammen mit Klaus Bönkost) für das Bundesministerium für Bildung und Forschung eine hiermit korrespondierende Schulbuchforschung. Zusammen mit Gerhard H. Duismann entwickelte er 1995 in der Herausforderung der Umgestaltung der Bildungssystem Ost-West Szenarien einer arbeitsorientierten Allgemeinbildung, die er 2017 für ein Reformstrukturpaket, einer „Reforminitiative 2030“, auswertete und zusammen mit Hermann Zöllner (2018) erweitert zur Diskussion stellte.
In der Kooperation deutscher Universitäten mit verschiedenen Ländern in gesellschaftlicher und/oder ökonomischer Transformation moderierte er die Kooperationsbeziehungen der Universität Hamburg zur Universidad Nacional de Nicaragua (UNAN), León (Nicaragua) (Schwerpunkt: Qualifizierung von Dozenten, 1989–1995) und der Universität Bremen im Auftrag des Bundesministeriums für Bildung und Forschung und der GTZ die Qualifizierung von Dozenten Suzhou Education College (ZALT) in Suzhou (China) (Schwerpunkt: Qualifizierung von Dozenten und Studiengangsentwicklung Arbeitslehre, 1997–2003). Auf seine Initiative wurde mit der Universität Mayor de San Andrés (UMSA), La Paz eine Kooperationsvereinbarung über alle Fakultäten geschlossen (Schwerpunkt: Entwicklung im Bereich von Hochschulmanagement) (2003–2023). Im Entwicklungsdialog mit der UMSA wirkte er in La Paz (Bolivien) von 2008 bis 2010 als Berater für Hochschulentwicklung im Rahmen des Dialogue on Innovative Higher Education Strategies (DIES)-Programms des Deutschen Akademischen Austauschdienstes (DAAD) und nahm Einfluss auf die dialogische Gestaltung transnationaler und interkultureller Qualifizierungsprogramme (Postgraduiertenprogramme) in der Universitätskooperation (Süd-Süd-Nord), die er in den Ergebnissen auf den internationalen Kongressen der UNIVERSIDAD - Congreso Internacional de Educación Superior in Havanna (Kuba) mehrfach (2010, 2012 und 2014) interdisziplinär zur Diskussion stellte.
Für Lateinamerika untersuchte er von 2000 bis 2012 gemeinsam mit Ulrike Oberliesen historisch vergleichend am Beispiel Boliviens die Bedingungen und Konzeptionen in der Entwicklung arbeitsorientierter technischer Grundbildungskonzepte in Ländern der Transformation (Ergebnisse wurden veröffentlicht in Kooperation mit dem World Council of Associations for Technology Education (WOCATE) und der Leibniz-Sozietät der Wissenschaften, Berlin) und zusammen mit Paola Carrasco Alurralde vergleichend die Lebens- und Arbeitsbedingung von Studierenden unter Bedingungen gesellschaftlicher und ökonomischer Transformation. Er beteiligte sich von 2000 bis 2005 (zusammen mit David Mora) an entsprechenden Politikberatungen, besonders in Venezuela und Bolivien und untersuchte zusammen mit David Mora (2018) den Wandel des Bildungsverständnisses in lateinamerikanischen Ländern unter den Bedingungen gesellschaftlicher und ökonomischer Transformation.

## Schriften
- Information, Daten und Signale – Geschichte technischer Informationsverarbeitung. Reinbek 1982, ISBN 3-499-17709-9. (Reihe Kulturgeschichte der Naturwissenschaften und der Technik); 2. Auflage 1987.
- mit Heinz-Dieter Schulz (Hrsg.): Kompetenzen für eine zukunftsfähige arbeitsorientierte Allgemeinbildung. Hohengehren 2007, ISBN 978-3-8340-0268-6. (incl. DVD)
- mit Jörg Schudy: Work orientation - Concept of Technology Education in Germany. In: Gabriele Graube, Michael Dyrenfurth, Walter E. Theuerkauf (Hrsg.): Technology Education International Concepts and Perspectives. Frankfurt 2003, ISBN 0-8204-6491-0.
- mit David Mora (Hrsg.): Trabajo y educación: Jóvenes con futuro. Ideas educativas y praxis sobre el currículo, la escuela, el aprendizaje, la enseñanza y la formación docente en un contexto internacional. La Paz / Bolivia 2004, ISBN 99905-0-610-8.
- mit Alexander Krylov (Hrsg.): Zukunft gestalten: Transnationaler Dialog zur Entwicklung von Bildung und Gesellschaft. National Business Institute (NBI), Moskau 2004, ISBN 5-8309-0152-8.
- mit David Mora (Hrsg.): Culturas Científicas Criticas en el Contexto del Dialogo internacional. La Paz 2009, ISBN 978-99954-725-8-0.
- Aprendizaje en la formación docente basado en la investigación: profesionalización para el futuro. In: David Mora (Hrsg.): Aprendizaje y Enseñanza en Tiempos de Transformación Educativa. Más allá del Constructivismo Individualista y en Búsqueda de una Educación Liberadora. Investigativa y Emancipadora. La Paz / Bolivia, 2006, ISBN 99905-910-0-8, S. 105–127.
- mit Monika Fikus, Constantino Tancara (ed.): Estudios de Postgrado en el Contexto transnacional y transcultural - Innovación y Transformación, La Paz / Bolivia 2015, ISBN 978-99954-98-33-7.
- zusammen mit Sergey Plaksiy: Bildung als Business: Europäische Handlungspraxis und ethische Auseinandersetzungen, In: Alexander N. Krylov (Hrsg.): Handbuch zur Europäischen Wirtschaftsethik – Business Ethics: Expectations of Society and the Social Sensitisation of Business, Berlin 2016, S. 223–241; ISBN 978-3-8305-3431-0, Onlineveröffentlichung: http://nbn-resolving.de/urn:nbn:de:gbv:46-00107137-15, Aufruf am 23. August 2019.